# Coppa del Mondo giovani di slittino 2006
La Coppa del Mondo giovani di slittino 2005/2006 fu la nona edizione del circuito mondiale dello slittino relativo alla categoria giovani, manifestazione organizzata annualmente dalla FIL; iniziò il 1º dicembre 2005 a Lillehammer in Norvegia e si concluse il 28 gennaio 2006 a Schönau am Königssee in Germania e si svolse in contemporanea alla medesima competizione riservata agli juniores. Si disputarono dodici gare: sei prove nel singolo donne ed altrettante nel singolo uomini in cinque differenti località.
Le coppe di cristallo, trofeo conferito ai vincitori del circuito, furono assegnate all'italiana Vera Schwienbacher per quanto concerne il singolo donne ed al connazionale Daniel Höllrigl nel singolo uomini.

## Calendario
| Tappa  | Località             | Pista                         | Data               | Singolo | Singolo |
| Tappa  | Località             | Pista                         | Data               | Donne   | Uomini  |
| ------ | -------------------- | ----------------------------- | ------------------ | ------- | ------- |
| 1      | Lillehammer          | Pista olimpica di Lillehammer | 1º–2 dicembre 2005 | ●       | ●       |
| 2      | La Plagne            | Pista di La Plagne            | 9–10 dicembre 2005 | ●       | ●       |
| 3      | La Plagne            | Pista di La Plagne            | 13 dicembre 2005   | ●       | ●       |
| 4      | Winterberg           | Eisarena Winterberg           | 13–14 gennaio 2006 | ●       | ●       |
| 5      | Oberhof              | Pista di Oberhof              | 20 gennaio 2006    | ●       | ●       |
| 6      | Schönau am Königssee | Eisarena Königssee            | 27–28 gennaio 2006 | ●       | ●       |
| Totale | Totale               | Totale                        | Totale             | 6       | 6       |

## Risultati

### Singolo donne
| Data             | Località             | Nazione  | Prima classificata        | Seconda classificata       | Terza classificata           | RU    |
| ---------------- | -------------------- | -------- | ------------------------- | -------------------------- | ---------------------------- | ----- |
| 1º dicembre 2005 | Lillehammer          | Norvegia | Ksenija Cyplakova Russia  | Julija Artem'eva Russia    | Caroline LaRoche Stati Uniti | [ 1 ] |
| 9 dicembre 2005  | La Plagne            | Francia  | Vera Schwienbacher Italia | Maryna Halajdžjan Ucraina  | Andrea Petersen Canada       | [ 2 ] |
| 13 dicembre 2005 | La Plagne            | Francia  | Vera Schwienbacher Italia | Maryna Halajdžjan Ucraina  | Isabelle Kägi Svizzera       | [ 3 ] |
| 13 gennaio 2006  | Winterberg           | Germania | Carina Schwab Germania    | Sabrina Sternberg Germania | Lisa Liebert Germania        | [ 4 ] |
| 20 gennaio 2006  | Oberhof              | Germania | Lisa Liebert Germania     | Carina Schwab Germania     | Sandra Gasparini Italia      | [ 5 ] |
| 27 gennaio 2006  | Schönau am Königssee | Germania | Carina Schwab Germania    | Lisa Liebert Germania      | Sabrina Sternberg Germania   | [ 6 ] |

### Singolo uomini
| Data             | Località             | Nazione  | Primo classificato         | Secondo classificato       | Terzo classificato         | RU     |
| ---------------- | -------------------- | -------- | -------------------------- | -------------------------- | -------------------------- | ------ |
| 2 dicembre 2005  | Lillehammer          | Norvegia | Daniel Höllrigl Italia     | Addison Dailey Stati Uniti | David Chang Stati Uniti    | [ 1 ]  |
| 10 dicembre 2005 | La Plagne            | Francia  | Daniel Höllrigl Italia     | Stefan Rath Canada         | Trent Matheson Stati Uniti | [ 7 ]  |
| 13 dicembre 2005 | La Plagne            | Francia  | Trent Matheson Stati Uniti | Daniel Höllrigl Italia     | Robert Huerbin Stati Uniti | [ 8 ]  |
| 14 gennaio 2006  | Winterberg           | Germania | Sascha Benecken Germania   | Mathias Böhmer Germania    | Kevin Hellwig Germania     | [ 9 ]  |
| 20 gennaio 2006  | Oberhof              | Germania | Sascha Benecken Germania   | Kevin Hellwig Germania     | Robert Fischer Germania    | [ 10 ] |
| 28 gennaio 2006  | Schönau am Königssee | Germania | Sascha Benecken Germania   | Robert Huerbin Stati Uniti | Mathias Böhmer Germania    | [ 6 ]  |

## Classifiche

### Singolo donne
| Pos. | Nome               | Nazione       | Risultati ottenuti | Risultati ottenuti | Risultati ottenuti | Risultati ottenuti | Risultati ottenuti | Risultati ottenuti | Punti totali |
| Pos. | Nome               | Nazione       | LIL                | LAP-1              | LAP-2              | WIN                | OBE                | KÖN                | Punti totali |
| ---- | ------------------ | ------------- | ------------------ | ------------------ | ------------------ | ------------------ | ------------------ | ------------------ | ------------ |
| 1    | Vera Schwienbacher | Italia        | 7                  | 1                  | 1                  | 5                  | 10                 | N/D                | 337          |
| 2    | Maryna Halajdžjan  | Ucraina       | 7                  | 2                  | 2                  | 8                  | 5                  | N/D                | 313          |
| 3    | Caroline LaRoche   | Stati Uniti   | 3                  | 5                  | 4                  | 6                  | 8                  | N/D                | 277          |
| 4    | Carina Schwab      | Germania      | –                  | –                  | –                  | 1                  | 2                  | 1                  | 285          |
| 5    | Lisa Liebert       | Germania      | –                  | –                  | –                  | 3                  | 1                  | 2                  | 255          |
| 6    | Sandra Gasparini   | Italia        | 9                  | 10                 | 6                  | 7                  | 3                  | N/D                | 241          |
| 7    | Simone Faust       | Liechtenstein | 4                  | 4                  | 7                  | 11                 | 12                 | N/D                | 232          |
| 8    | Carolyn McCann     | Stati Uniti   | 5                  | 7                  | 8                  | 10                 | 7                  | N/D                | 225          |
| 9    | Sabrina Sternberg  | Germania      | –                  | –                  | –                  | 2                  | 4                  | 3                  | 215          |
| 10   | Isabelle Kägi      | Svizzera      | –                  | 6                  | 3                  | DNF                | 6                  | N/D                | 170          |

### Singolo uomini
| Pos. | Nome             | Nazione     | Risultati ottenuti | Risultati ottenuti | Risultati ottenuti | Risultati ottenuti | Risultati ottenuti | Risultati ottenuti | Punti totali |
| Pos. | Nome             | Nazione     | LIL                | LAP-1              | LAP-2              | WIN                | OBE                | KÖN                | Punti totali |
| ---- | ---------------- | ----------- | ------------------ | ------------------ | ------------------ | ------------------ | ------------------ | ------------------ | ------------ |
| 1    | Daniel Höllrigl  | Italia      | 1                  | 1                  | 2                  | 6                  | 6                  | N/D                | 385          |
| 2    | Robert Huerbin   | Stati Uniti | 6                  | 4                  | 3                  | 5                  | 9                  | 2                  | 359          |
| 3    | Addison Dailey   | Stati Uniti | 2                  | 5                  | 5                  | 8                  | 8                  | N/D                | 279          |
| 4    | Sascha Benecken  | Germania    | –                  | –                  | –                  | 1                  | 1                  | 1                  | 300          |
| 5    | Trent Matheson   | Stati Uniti | 7                  | 3                  | 1                  | 4                  | 23                 | N/D                | 294          |
| 6    | Stefan Rath      | Canada      | –                  | 2                  | 10                 | 10                 | 7                  | 5                  | 258          |
| 7    | Matěj Kvíčala    | Rep. Ceca   | 8                  | 9                  | 8                  | 7                  | 5                  | N/D                | 224          |
| 8    | Mathias Böhmer   | Germania    | –                  | –                  | –                  | 2                  | 4                  | 3                  | 215          |
| 9    | Christian Eisner | Austria     | 4                  | 11                 | 13                 | –                  | 10                 | N/D                | 160          |
| 10   | Kevin Hellwig    | Germania    | –                  | –                  | –                  | 3                  | 2                  | N/D                | 155          |